# Route nationale 532
Die N532 war von 1933 bis 1973 eine französische Nationalstraße, die zwischen dem Col des Baraques und Sassenage verlief. Ihre Gesamtlänge betrug 119,5 Kilometer. Bei dem Abschnitt zwischen Tain und Romans handelt es sich um die 1813 im Département Drôme festgelegte D3. 1978 wurde zwischen Saint-Péray und Grenoble eine neue N532 gebildet:
- N 533 Saint-Péray – Valence
- N 92 Valence – Bourg-de-Péage
- N 531 Bourg-de-Péage – Kreuzung N531/532
- N 532 Kreuzung N531/532 – Sassenage
- N 531 Sassenage – Fontaine
- N 90D Fontaine – Grenoble (1975 eröffnete Straße)

Der Abschnitt zwischen Tournon-sur-Rhône und der Anschlussstelle 13 der A7 wurde zur N95.
2006 wurde sie bis auf den Abschnitt zwischen Valence und Bourg-de-Péage abgestuft, wo sie die A49 mit dem östlichen Umgehungsstraße von Valence verbindet.